# وایلدهوفن آندر تایا لاند
وایلدهوفن آندر تایا لاند (به آلمانی: Waidhofen an der Thaya-Land) یک منطقهٔ مسکونی در اتریش است که در ناحیه وایدهوفن آن در تایا واقع شده‌است. وایلدهوفن آندر تایا لاند ۳۲٫۴۴ کیلومتر مربع مساحت دارد ۴۸۱ متر بالاتر از سطح دریا واقع شده‌است.